# Hình tượng bồ câu trong văn hóa
Chim bồ câu (thông thường là loài bồ câu trắng) là loài chim biểu tượng của tình yêu, hòa bình và hạnh phúc hoặc như một vị sứ giả mang đến một thông điệp nào đó (bồ câu đưa thư). Chim bồ câu xuất hiện trong biểu tượng văn hóa của Do Thái giáo, Kitô giáo và Ngoại giáo, các tổ chức hòa bình và cả các tổ chức quân sự và phi quân sự.

## Do Thái giáo và Kitô giáo
Trong Do Thái giáo và Kitô giáo, con chim bồ câu là biểu tượng của hòa bình bởi vì theo Kinh Thánh, nó đã đem cành ô liu báo hiệu cho con tàu Nô-ê rằng Thiên Chúa đã thôi cơn thịnh nộ. Bên cạnh đó, Tân Ước cũng ghi nhận chim bồ câu tượng trưng cho Chúa Thánh thần, xuất hiện như một biểu tượng cơ bản của sự trong sáng, sự chất phác, sự hòa thuận, sự hy vọng.
Một biểu hiệu khác là chim bồ câu, theo Phúc Âm Nhất Lãm và Phúc Âm thánh Gioan được biểu hiện trong việc Chúa Giêsu lãnh nhận phép rửa ở sông Jordan. Các thánh ký nói về chim bồ câu hầu như bằng cùng một từ ngữ. Thánh Mathêu viết (3:16): Các tầng trời mở ra và Người thấy thần linh Thiên Chúa như chim bồ câu xuống và đến trên Người. Thánh Marcô (1:10), thánh Luca (3:21-22) và thánh Gioan (1:32) đều viết cùng một kiểu. Vì sự quan trọng của biến cố này nơi đời sống của Chúa Giêsu mà biểu hiệu chim bồ câu mới cần phải được nhấn mạnh bằng hình ảnh nghệ thuật và bằng những bức tranh phác tả mầu nhiệm Chúa Thánh Thần. Trong Cựu Ước, chim bồ câu đã làm sứ giả cho việc giao hòa giữa Thiên Chúa với nhân loại vào thời Noe. Chim bồ câu đã mang lại cho vị tổ phụ này tin tức về trận lụt tràn ngập mặt đất (x.Gn.8:9-11).
Trong Kitô giáo, Thánh Côlumbanô được biết đến với tên tiếng Ireland là Columbán, tức bồ câu màu trắng. Theo các họa phẩm thì ông này chuyên mặc áo dài và mũ trùm đầu bằng lông cừu không tô màu và trên vai có một con bồ câu trắng lượn lờ. Một vị thánh khác có tên gọi bồ câu nhà thờ (Colm Cille) là Côlumba.

## Đa thần giáo
Trong nhãn quan của tôn giáo đa thần, với sự định giá một cách khác khái niệm trong trắng, không đối lập nó mà hòa nhập nó với tình yêu xác thịt, con chim bồ câu của nữ thần Aphrodite, biểu thị cho ái ân trọn vẹn mà người yêu thường tặng cho đối tượng của mình. Ngoài ra, bồ câu còn biểu thị cho sự thăng hoa của bản năng và đặc biệt là sự thăng hoa của ái tình (éros).
Nhưng quan niệm thực ra chỉ khác nhau về bề ngoài ấy đã làm cho bồ câu nhiều khi trở thành biểu tượng cho cái không thể tử vong trong con người, tức là bản nguyên của sự sống, linh hồn. Với tư cách ấy trên một số vại chôn cất của người Hy Lạp, bồ câu được họa hình uống từ một cái bình tượng trưng cho nước nguồn của trí nhớ. Hình ảnh này được tiếp nhận vào trong hệ hình tượng của đạo Kitô, ví dụ như trong truyện tử vì đạo của thánh Polycarpe, một con chim bồ câu đã bay ra từ thi hài của vị thánh này.
Tất cả những biểu trưng ấy xuất phát hiển nhiên từ vẻ đẹp và sự duyên dáng của con chim này, từ màu trắng tinh khiết và tiếng gù êm ái của nó. Cái đó giải thích vì sao trong ngôn ngữ thông thường nhất cũng như cao siêu nhất, trong lối nói lóng của dân Paris cũng như trong Tuyệt diệu ca, từ bồ câu có mặt trong số những ẩn dụ phổ biến nhất ngợi ca người phụ nữ. "Linh hồn càng tiến gần tới ánh sáng bao nhiêu", Jean Daniélou viết, dẫn lời thánh Grégoire ở Nysse, "nó càng trở nên đẹp bấy nhiêu và trong ánh sáng đó sẽ tiếp nhận hình bồ câu". Thế nhưng chẳng phải người đang yêu đương say đắm vẫn gọi người mình yêu là "linh hồn của anh ơi" cuối cùng xin ghi chú rằng chim bồ câu là một con chim đặc biệt dễ gần, là điều làm gia tăng giá trị luôn luôn chính diện của biểu tượng này.

## Văn hóa quốc gia

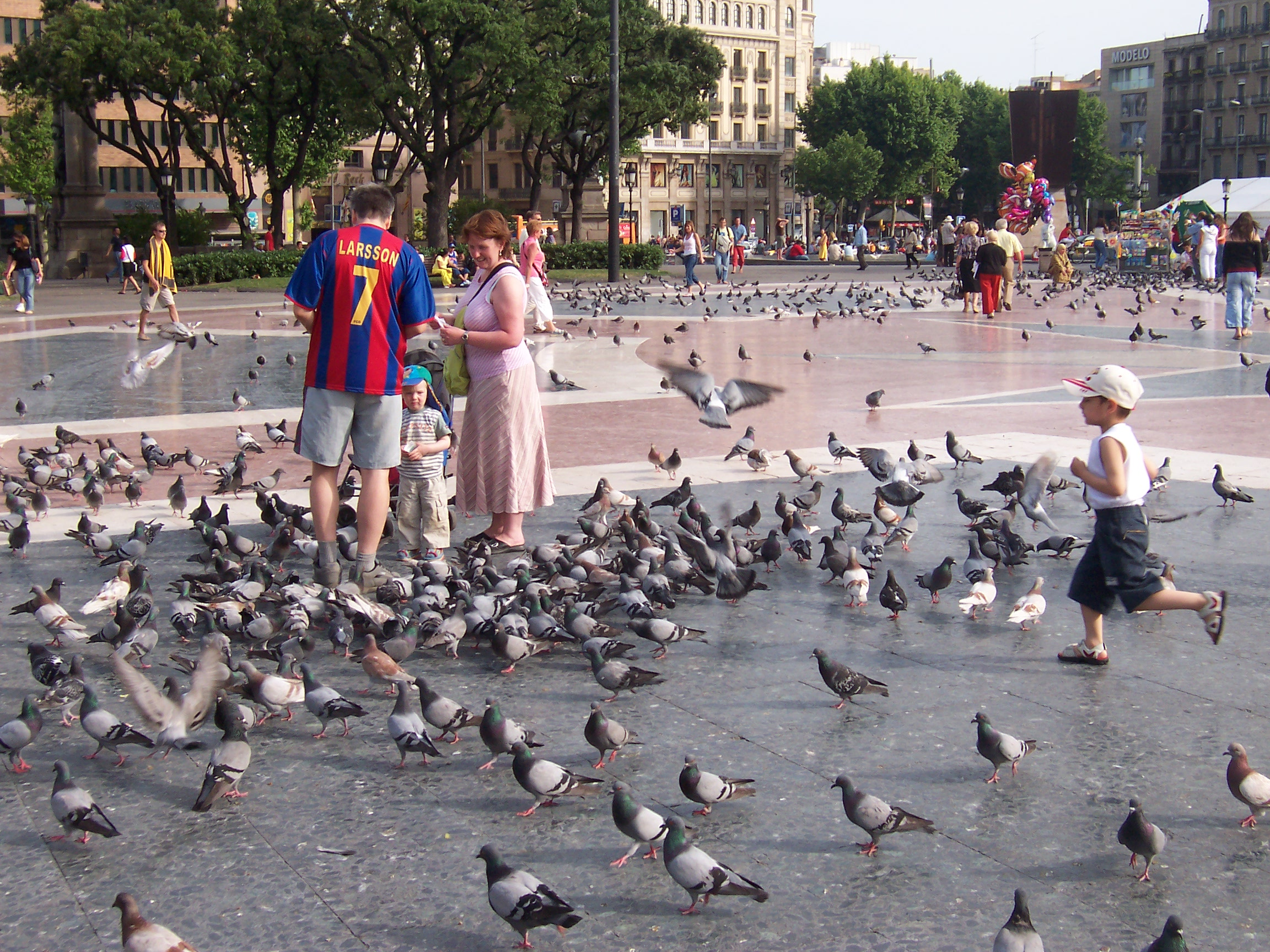
Chim bồ câu bay tự do tại quảng trường Plaça de Catalunya, Barcelona

Ở Trung Hoa cổ, theo nhịp cơ bản của các mùa, âm và dương nối tiếp nhau, con chim bồ cắt biến thành bồ câu và bồ câu biến thành chim bồ cắt, do đó chim bồ câu được xem là biểu tượng của mùa xuân vì nó xuất hiện trở lại vào tiết xuân phân tháng tư. Nguồn gốc của cái tên "bồ câu - bồ cắt" gán cho nhà trinh thám.
Ở xứ Kabylie, những con chim bồ câu vây quanh ngôi mộ của ông thánh đạo Hồi là thành hoàng của làng; nhưng ở nhiều nơi khác, chim bồ câu được xem là giống chim báo điều gở vì tiếng gù của chim là lời kêu than của những linh hồn đau khổ.

## Ngày nay
Trong quan niệm thế giới ngày nay, con chim bồ câu là biểu tượng cho sự hòa bình, yên vui và hạnh phúc, và hình tượng đó ăn sâu vào tiềm thức của tất cả mọi người, qua từng thế hệ và qua từng cuộc chiến tranh, tuy rằng hình tượng chim bồ câu chỉ mới chính thức trở thành biểu tượng hòa bình sau Chiến tranh thế giới II. Trong các sự kiệm phản chiến hay đấu tranh vì tự do, hòa bình với những con chim bồ câu được trang trí trên những biểu ngữ, cờ và áo... nó tượng trưng cho một sự nỗ lực vì hòa bình của nhân loại.
Trong chính trị, các chính đảng có phương pháp chính trị ôn hòa (ví dụ như Đảng Dân chủ ở Mỹ) thường được ví von là phe bồ câu và đối lập với phe diều hâu là các Đảng có phương pháp khá hiếu chiến và manh động, chẳng hạn như Đảng Cộng hòa của Mỹ.

## Thành ngữ
- Thóc đâu bồ câu đấy
- Muốn giàu thì nuôi trâu nái/Muốn lụn bại thì nuôi bồ câu: Kinh nghiệm sản xuất kinh doanh, đầu tư
- Đôi mắt bồ câu mơ màng